# 數字鎖定鍵
數字鎖定鍵位於大多數電腦鍵盤中的數字鍵區。和大小寫鎖定鍵以及Scroll鎖定鍵一樣，屬於其中一種鎖定鍵。在大多數的鍵盤中，都會有一個LED燈用來顯示數字鎖定鍵是否被開啟。

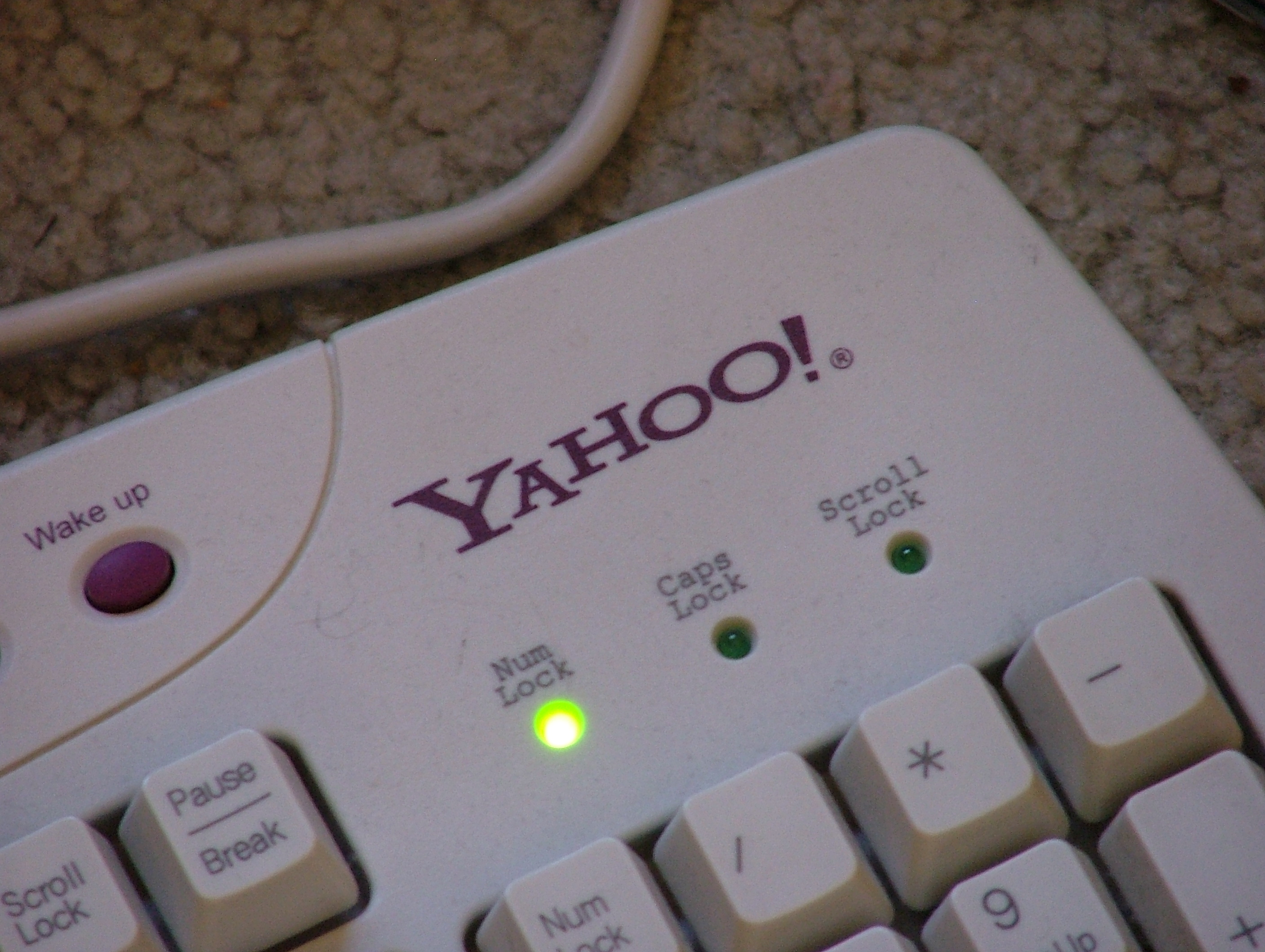
一個顯示數字鎖定鍵被開啟的鍵盤

數字鎖定鍵的存在乃是因為早期84鍵的IBM PC 鍵盤並沒有獨立於數字鍵區的方向鍵，因此設計了數字鎖定鍵用以切換這兩種功能（數字鍵、方向鍵）。另外，在部分的筆記型電腦中，數字鎖定鍵也被使用來切換輸入鍵區中的某些按鍵之功能，使該部分的按鍵運作模式如同一般鍵盤中的數字鍵區一般。
不過，現今大多數的桌上型電腦都有標準型鍵盤，同時具有獨立的方向鍵和數字鍵區，也因此數字鎖定鍵漸漸地失去了最初的功能，也鮮少被使用，甚至在使用者未注意到數字鎖定鍵是否被開啟時，常常對使用者造成困擾。不過這種困擾在筆記型電腦上較少出現，因為筆記型電腦再開啟或關閉數字鎖定鍵時，往往必須和功能鍵同時按壓才行。不過，若是在筆記型電腦上外接一個標準型鍵盤，則數字鎖定鍵的狀態通常為關閉，使用者必須要在使用標準型鍵盤的數字鍵區以前，將數字鎖定鍵開啟才行。

## 受到數字鎖定鍵影響的按鍵
| 按鍵名稱 | 數字鎖定鍵開啟 | 數字鎖定鍵關閉 |
| -------- | -------------- | -------------- |
| 數字鍵 1 | 1              | End鍵          |
| 數字鍵 2 | 2              | 方向鍵（下）   |
| 數字鍵 3 | 3              | Page Down      |
| 數字鍵 4 | 4              | 方向鍵（左）   |
| 數字鍵 5 | 5              |                |
| 數字鍵 6 | 6              | 方向鍵（右）   |
| 數字鍵 7 | 7              | Home鍵         |
| 數字鍵 8 | 8              | 方向鍵（上）   |
| 數字鍵 9 | 9              | Page Up        |
| 數字鍵 0 | 0 (零)         | 插入鍵         |
| 數字鍵 . | . (點)         | 刪除鍵         |